# Intaille
Une intaille (de l’italien intaglio, « entaille, intaille ») est une pierre dure et fine gravée en creux pour servir de sceau ou de cachet. Elle peut être présentée seule ou montée en bague, bijou ou faire partie d'une parure. C'est le contraire du camée, qui est une pierre gravée en relief, et avec lequel elle forme la glyptique.

## Description
Une intaille mesure généralement entre 10 et 25 millimètres, rarement davantage. Elle est généralement de forme ovale, ronde ou plus rarement rectangulaire. Les faces sont généralement plates, légèrement bombées ou parfois tronconiques.

## Histoire
La glyptique est inventée par les Mésopotamiens au IVe millénaire avant notre ère. Les différentes civilisations de l'Antiquité ont repris la technique : les égyptiens, les phéniciens, les grecs et les romains. Ces pierres pouvaient être serties dans des bagues, servaient principalement de sceau personnel. Les intailles en pierre opaque (jaspe, lapis-lazuli, hématite) sont des amulettes dont le sens est varié : érotique, médical, prophylactique. Les intailles en pierre pouvaient être imitées par des verres moulés. Ceux-ci sont moulés puis frappés, comme des monnaies. La question des ateliers est encore floue, car il est difficile de les localiser précisément. Nous connaissons de grands ateliers à Rome, Alexandrie ou Aquilée. Un plus petit est connu à Pompéi, dans la maison de Cerialis Pinarius.
La glyptique perd en importance à la fin de l'Antiquité. Au Moyen Âge, les intailles antiques sont retrouvées et montées sur des châsses, comme par exemple la châsse des Rois-Mages.

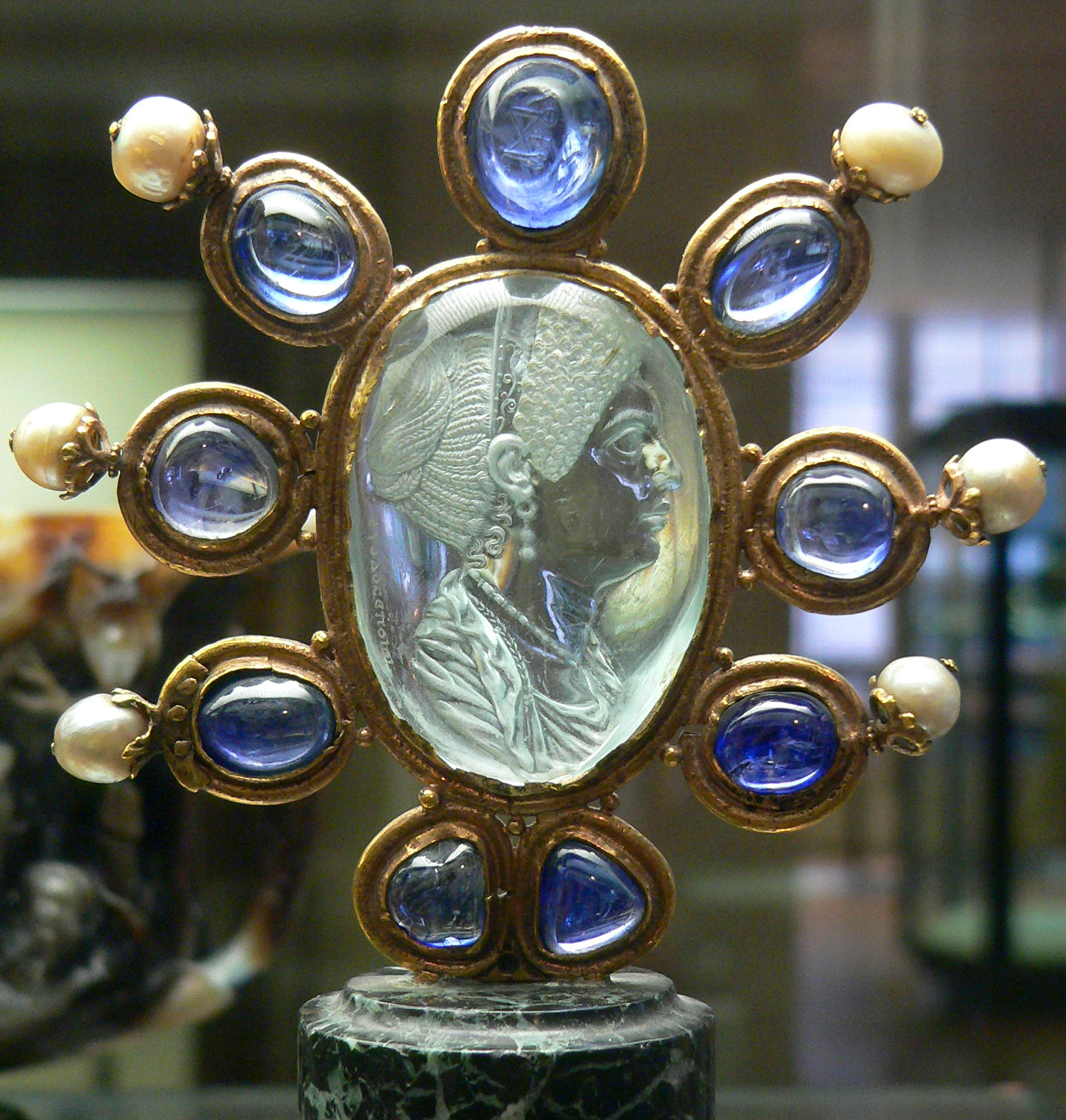
Intaille représentant Julie, fille de Titus. Monture du IXe siècle. Auteurs : Euodos (graveur) et atelier de la cour de Charles II le Chauve (orfèvre). Cette intaille a appartenu au Trésor de Saint-Denis. Cabinet des médailles (BNF).

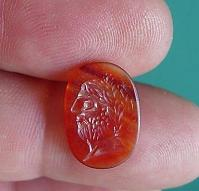
Petite intaille romaine en cornaline datant de la période 27 av. J.-C. à 96 apr. J.-C.
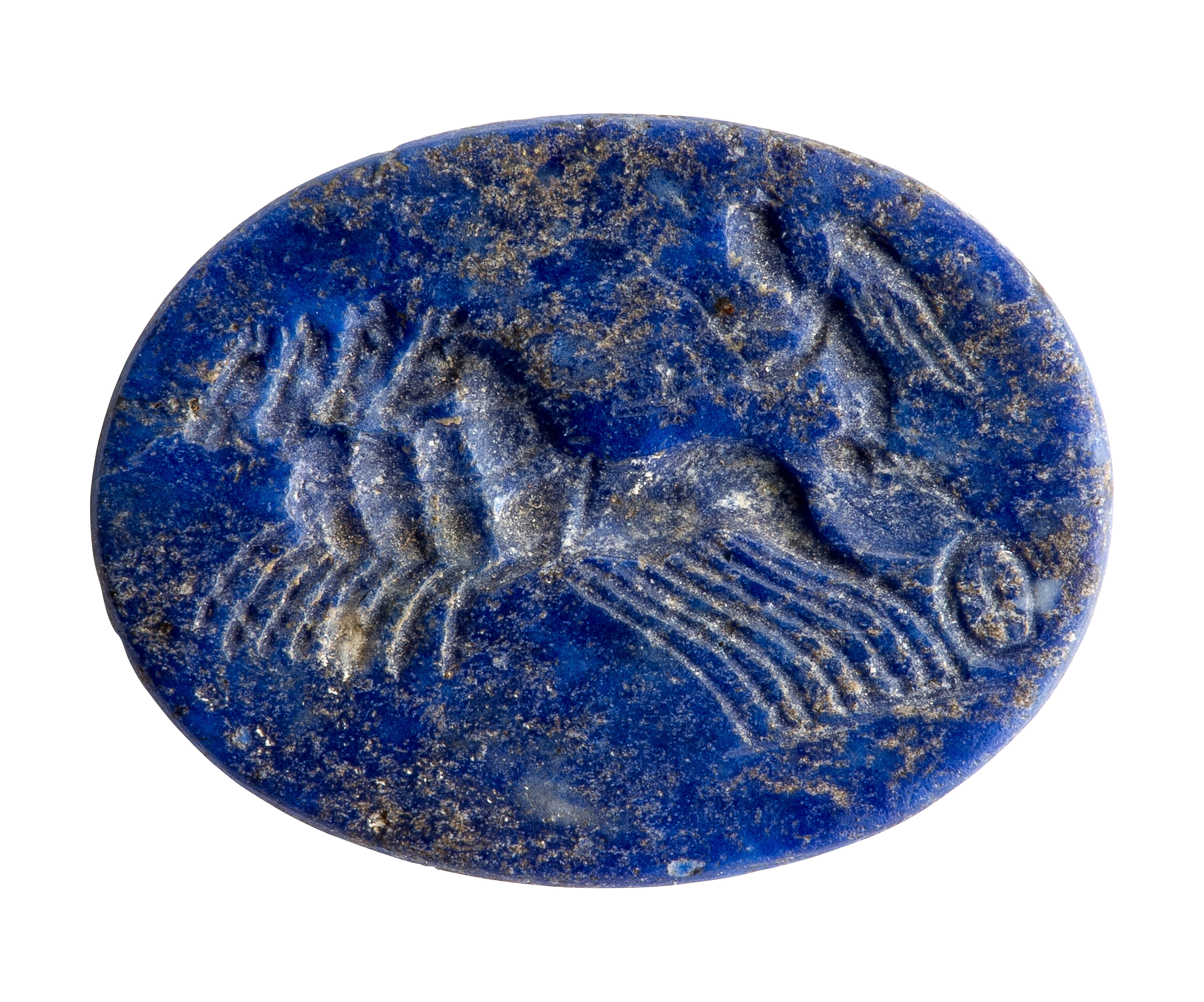
Intaille en lapis lazuli représentant Victoire, 100 - 200, trouvée à Tongres, Musée gallo-romain, Tongres (Belgique).
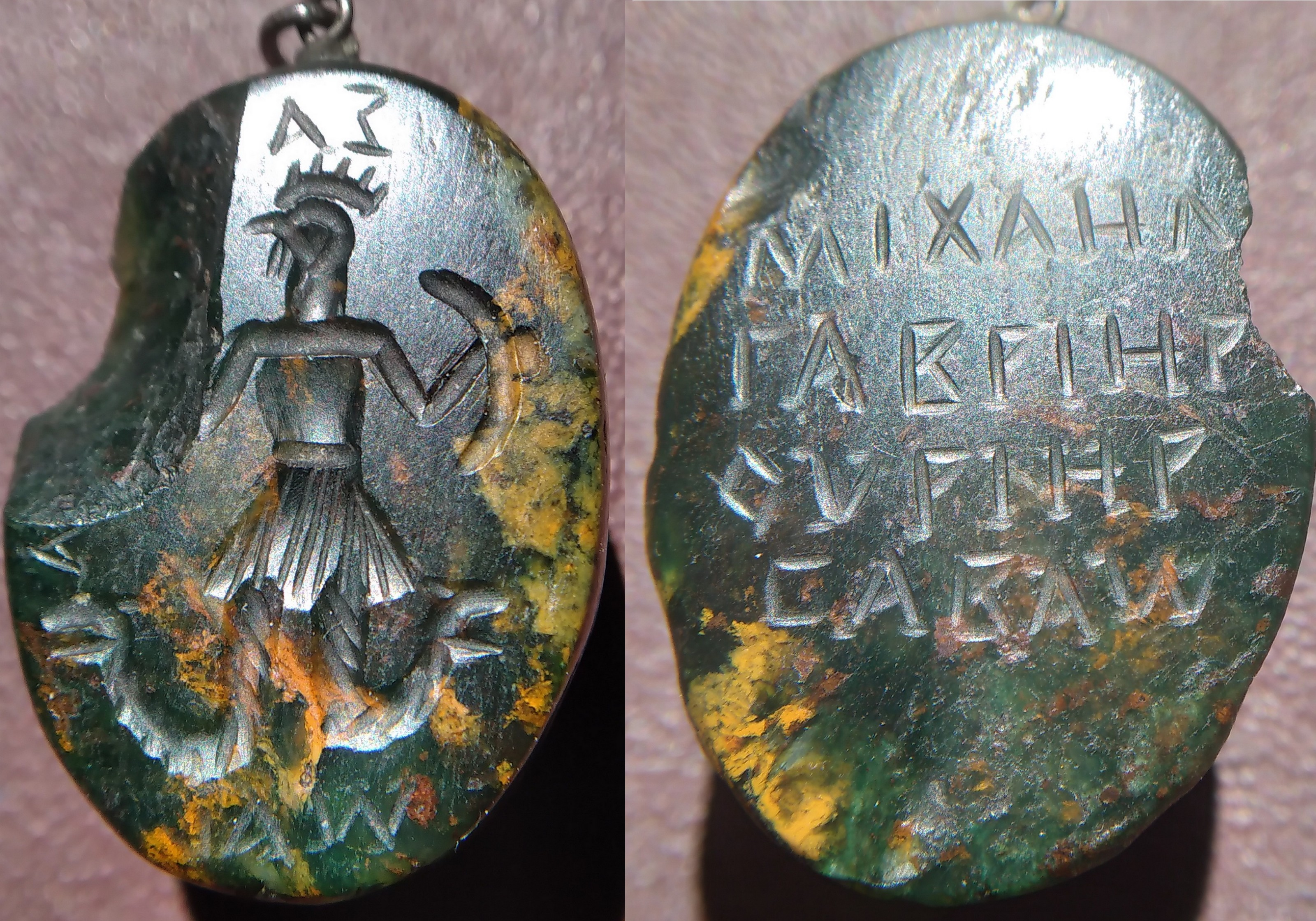
intaille magico-religieuse de jaspe sanguin figurant Abrasax, l'anguipède alectrocéphale, avec les noms des archanges et Sabaoth au revers
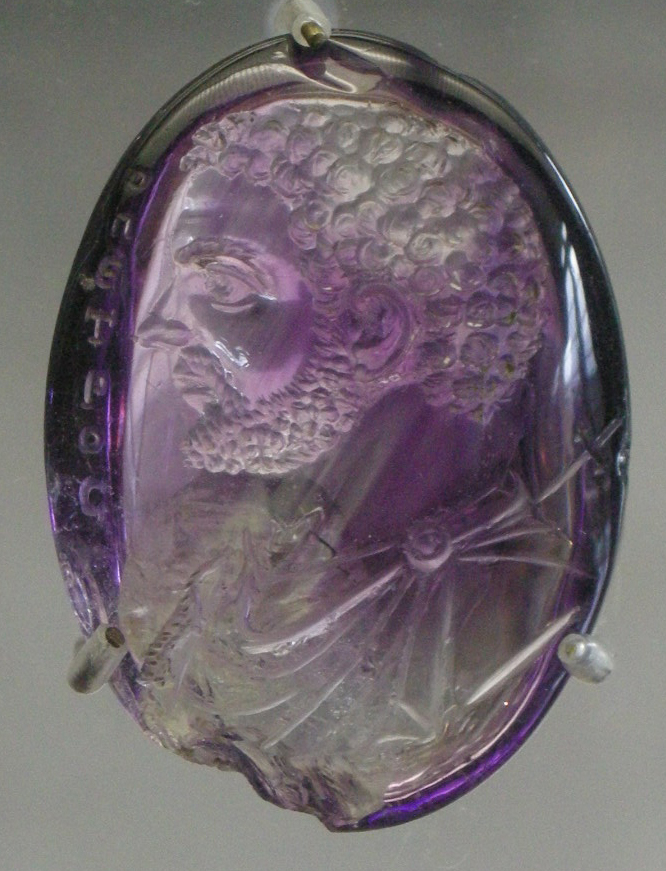
Intaille romaine en améthyste représentant Caracalla